# Shannonomyia paraguayensis
Shannonomyia paraguayensis är en tvåvingeart som beskrevs av Alexander 1929. Shannonomyia paraguayensis ingår i släktet Shannonomyia och familjen småharkrankar.
Artens utbredningsområde är Paraguay. Inga underarter finns listade i Catalogue of Life.